# Veľká Ida
Veľká Ida (ungarisch Nagyida) ist eine Gemeinde in der Ostslowakei mit 4232 Einwohnern (Stand 31. Dezember 2024).

## Lage
Sie liegt im Talkessel Košická kotlina am Flüsschen Ida, an der Grenze zur Stadt Košice (Stadtteil Šaca; das Zentrum ist 15 km entfernt). Der Ort besitzt einen Bahnhof an der Bahnstrecke Zvolen–Košice.
Die Umwelt wird von dem anliegenden Stahlwerk U. S. Steel Košice negativ beeinflusst.
Zur Gemeinde gehört neben dem Hauptort auch der Ort Gomboš (ungarisch Gombospuszta).

## Geschichte
Der Ort wurde 1251 erstmals erwähnt. Das Dorf hatte im Mittelalter eine Burg (sog. Zigeuner-Burg), die 1411–1414 erbaut wurde als eine Festung gegen den Hussiten. 1557 wurde die Burg zerstört.
Bis 1919 gehörte die Gemeinde im Komitat Abaúj-Torna zum Königreich Ungarn, danach kam sie zur neu entstandenen Tschechoslowakei. Aufgrund des Ersten Wiener Schiedsspruches gehörte sie 1938 bis 1945 noch einmal zu Ungarn und ist seit 1993 ein Teil der heutigen Slowakei.

## Bevölkerung
| Jahr                | 1994 | 2004     | 2014     | 2024     |
| ------------------- | ---- | -------- | -------- | -------- |
| Anzahl der Personen | 2451 | 2965     | 3485     | 4232     |
| Unterschied         |      | +20,97 % | +17,53 % | +21,43 % |

| Jahr                | 2023 | 2024    |
| ------------------- | ---- | ------- |
| Anzahl der Personen | 4140 | 4232    |
| Unterschied         |      | +2,22 % |

Ergebnisse nach der Volkszählung 2001 (2808 Einwohner):
| Nach Ethnie: - 49,18 % Slowaken - 31,62 % Roma - 18,38 % Magyaren - 0,43 % Tschechen | Nach Konfession: - 86,75 % römisch-katholisch - 2,03 % griechisch-katholisch - 1,67 % konfessionslos - 1,32 % keine Angabe |

## Sehenswürdigkeiten
- barockisierte römisch-katholische Kirche St. Martin aus dem 14. Jahrhundert
- reformierte Kirche aus dem Jahr 1799
- Landschloss aus der 2. Hälfte des 17. Jahrhunderts, ursprünglich im renaissance-barocken, heute im klassizistischen Stil
- klassizistisches Landschloss aus dem Jahr 1824
- Kapelle im Ortsteil Gomboš, 2005 errichtet

|  |  |

## Persönlichkeiten
- Péter Schell (1898–1974), ungarischer Obergespan und Politiker